# Comité de Supervisión de Inteligencia Parlamentaria de Noruega
El Comité de Supervisión de Inteligencia del Parlamento (en noruego: Stortingets kontrollutvalg for etterretnings-, overvåkings- og sikkerhetstjeneste), conocido comúnmente como el Comité EOS (en noruego: EOS-utvalget), es el organismo responsable en Noruega de supervisar los servicios públicos de inteligencia, vigilancia y seguridad. El comité está compuesto por siete miembros designados por el Parlamento de Noruega. La supervisión se dirige hacia el Servicio de Inteligencia Noruego (NIS), el Servicio de Seguridad de la Policía Noruega (PST), la Autoridad Nacional de Seguridad (NSM) y el Servicio de Seguridad de Defensa Noruego (NORDSS), conocidos colectivamente como los servicios EOS. El comité también supervisa servicios de inteligencia, vigilancia y seguridad organizados a través de otros organismos públicos.
El trabajo se realiza mediante inspecciones, tanto en sedes centrales como en unidades locales. El comité también puede investigar asuntos reportados por individuos o por iniciativa propia. El objetivo es proteger al público asegurando que los servicios operen dentro de los límites legales. El comité presenta un informe anual al parlamento, aunque este está limitado debido a la cantidad de información clasificada que maneja el comité. Todos los miembros cuentan con el más alto nivel de autorización de seguridad, tanto a nivel nacional como dentro de la OTAN.
El comité fue establecido en 1996, tras las conclusiones y el posterior debate público relacionado con la Comisión Lund. Esta había concluido que el Servicio de Seguridad de la Policía Noruega había estado involucrado en una extensa vigilancia política ilegal de organizaciones e individuos de izquierda, especialmente durante los años 1960 y 1970. El establecimiento de un comité de supervisión respondió al deseo político de controlar los servicios EOS y evitar la repetición de ilegalidades pasadas. El primer comité fue designado en marzo de 1996 y está directamente bajo el parlamento y no bajo el gobierno. El comité de supervisión anterior había sido designado por el gobierno y no tenía el mandato de supervisar actividades de inteligencia extranjera.
Desde 2018, el comité está presidido por Eldbjørg Løwer y también lo integran Svein Grønnern, Eldfrid Øfsti Øvstedal, Øyvind Vaksdal, Håkon Haugli, Theo Koritzinsky e Inger Marie Sunde.